# براندان فوستر
براندان فوستر (بالإنجليزية: Brendan Foster) هو عداء مسافات طويلة بريطاني، ولد في 12 يناير 1948 في Hebburn ‏ في المملكة المتحدة.

## وصلات خارجية
- براندان فوستر على موقع الاتحاد الدولي لألعاب القوى (الإنجليزية)
- براندان فوستر على موقع أوليمبيديا (الإنجليزية)
- براندان فوستر على موقع اللجنة الأولمبية البريطانية (الإنجليزية)
- براندان فوستر على موقع اتحاد ألعاب الكومنولث (مؤرشف) (الإنجليزية)